# Vogeldeterminatie
Vogeldeterminatie is het identificeren van vogels. Dit wordt gedaan door ornithologen, maar ook veel leken houden zich hier uit liefhebberij mee bezig. Vaak wordt de determinatie bemoeilijkt door de wat grotere afstand waarop een vogel wordt waargenomen, door de snelle beweging in de vlucht, doordat bepaalde soorten sterk op elkaar lijken, of bij nachtvogels doordat het 's nachts donker is. Belangrijke hulpmiddelen voor de vogeldeterminatie zijn dan ook de verrekijker en nachtkijker.
Vogels kunnen op verschillende kenmerken geïdentificeerd worden, zoals vorm, kleur, zang en manier van voortbewegen.
Voor vogeldeterminatie zijn diverse handboeken, vogelgidsen en vogelwijzers uitgegeven.    